# إدوارد لي ثورندايك
إدوارد لي ثورندايك (31 أغسطس 1874 - 9 أغسطس 1949) (بالإنجليزية: Edward Lee Thorndike) هو عالم نفس أمريكي من مواليد ويليمزبرج بولاية ماساشوستس، الولايات المتحدة، والدته ربة منزل ووالده كان وزيرا، بعد انهاء ثورندايك لدراسته الثانوية في عام 1891، التحق بجامعة ويسليان وتخرج منها عام 1895. ثم واصل تعليمه في جامعة هارفارد، وفي عام 1897 ترك هارفارد وبدأ العمل في جامعة كولومبيا، حصل على درجة الدكتوراه في علم النفس عام 1898 صرف تقريبا كامل حياته المهنية في كلية المعلمين بجامعة كولومبيا،  وقد بدأ تأثير أبحاثه على موضوع التعلم والتعليم بالظهور منذ مطلع القرن العشرين.

## بداياته
كان ثورندايك ابنا لوزير ميثودي  في (لويل - ماسوشوستس) وفي 29 أغسطس عام 1900 تزوج من إليزابيث مولتون وأنجبوا خمسة أطفال، إثر تخرجه عاد ثورندايك إلى اهتماماته الأولية، في علم النفس التربوي.
في 1898 قدم دكتوراه في جامعة كولومبيا تحت إشراف جيمس إم سي كين كاتل، أحد الرواد المؤسسين للبسيشوميتريكس 
"القياسات السيكولوجية - (بالإنجليزية: Psychometrics)". وتوظف في كلية النساء كليفيلند، أوهايو.
وبعد عام انتقل من وظيفته الأولى وعمل موجهًا في قسم علم النفس في كلية المعلمين في جامعة كولومبيا، حيث بقى لبقية طيلة حياته المهنية، يدرس ويبحث في أمور التعلم الإنساني والتعليم والاختبارات العقلية.
في 1937 ثورندايك أصبح الرئيس الثاني لمجتمع البسيشوميتريكس، سار على خطى لويس ليون ثورستون مؤسس المجتمع ومؤسس مجلة بسشوميتريكا.

## تدريب المعلمين أواخر القرن 19
لقد كان تدريب المعلمين ما بين عامي 1860 و1890 قائما بشكل عام على القيم التي وضعها التربوي يوهان هاينريش بستالوتزي وعلى بعض الأساليب التعليمية التي تجددت نتيجة لبعض الأبحاث التي اهتمت بفكرة «ماذا يجري في خبايا عقل الطفل البالغة التعقيد». وفي أواخر القرن التاسع عشر سادت النظرة القائلة بأن تطبيق مبادئ علم النفس على التربية يؤدي حتما إلى إيجاد تعليم قائم على أسس علمية وهي النظرة التي جاءت نتيجة الدراسات التي قام بها كلا من يوهان فريدريش هربارت (1776–1841) (بالألمانية: Johann Friedrich Herbart) وشارلز دي جارمو (1849-1934) (بالإنجليزية: Charles De Garmo)
وفي الوقت الذي أخذت فيه أفكار هربارت في التأثير على البحوث التربوية في الولايات المتحدة كانت أبحاث فيلهلم فوندت (1832-1920) (بالألمانية: Wilhelm Wundt) في أوروبا (ألمانيا) لا تزال في بداية الاعتراف بها من قبل الأمريكيين، وقد قام جرانفيل ستانلي هول (1844-1924) (بالإنجليزية: Granville Stanley Hall) (أحد تلامذة فوندت) عام 1883 بإنشاء مختبر للأبحاث السيكولوجية في جامعة جونز هوبكنز في بالتيمور، ميريلاند، الولايات المتحدة، وفي نفس الوقت تقريبا كانت كتابات الباحثين والدارسين تمهد الطريق أمام المعلمين لاستخدام علم النفس الحديث

## أبحاث ثورندايك
كانت بدايات ثورندايك في مجال نظريات التعلم والتعليم من خلال أبحاثه التي طرحها في عامي 1913 - 1914 عندما نشر كتابه علم النفس التربوي المؤلف من 3 أجزاء حيث قام فيه بطرح أفكاره الناتجة عن أبحاثه التجريبية والإحصائية وتوضيح مبادئ قوانينه التي اعتمد عليها في وضع نظريته الخاصة فيما يتعلق بطريقة التعلم سواء التعلم الإنساني أو التعلم الحيواني

### طريقة البحث لدى ثورندايك
تقوم طريقة ثورندايك في البحث على أساس المشاهدة وحل المشكلات وذلك على النحو التالي:
1. ضع الإنسان أو الحيوان في موقف يتطلب حل مشكلة ما. مثل: محاولة الهرب من مكان مغلق
2. رتب توجهات الإنسان أو الحيوان أي ردود أفعاله أو استجاباته المتوقعة
3. اختر الاستجابة الصحيحة من بين خيارات متعددة
4. راقب سلوك الحيوان أو الإنسان
5. سجل هذا السلوك في صورة كمية (رقمية) أي باستخدام المقاييس والمعايير

وقد استخدم ثورندايك أسلوبه هذا في تجاربه الأولى على القطط وفي تجاربه أيضا في جامعة هارفرد ومن بين أشهر تجاربه الأولى هي تجربة الإثابة بالحلوى وهي التجربة التي استخدمت فيما بعد على تجارب الاشراط الإجرائي.

### القطط وصناديق المتاهة
من بين أهم مساهمات ثورندايك تجاربه على القطط وعن كيفية تعلمها الهروب من صناديق المتاهة التي كان يحبسها فيها بالإضافة إلى صياغته لقانون الأثر (قانون التأثير)
(بالإنجليزية: Law of effects) على ضوء أبحاثه التجريبية التي قام بها
حيث نص قانون الأثر لديه على أن الاستجابات التي تليها نتائج مرضية وسترتبط بالوضع والظروف المعنية وبالتالي فإن هذه الاستجابات ستتكرر (على الأرجح) كلما كانت الظروف مشابهة للوضع السابق، وذلك بسبب العلاقة الارتباطية التي نشأت سابقا أما إن أدت الاستجابات إلى نتائج غير مرضية فإنها على الأرجح لن تتكرر نتيجة عدم نشوء العلاقة الارتباطية الآنفة الذكر
وقد جاءت تجارب ثورندايك هذه كردة فعل منه على غيره من الباحثين الذين كانوا يرون أن الحيوانات تستعمل حدسها وبصيرتها في حل مشاكلها وقد قال معلقا على هذا:
| ” | في المركز الأول، إن أغلب الكتب لا تعطينا علمَ نفسٍ، بل تزودنا بقصيدة مدح للحيوانات. كل كتاباتهم كانت عن الذكاء الحيواني ولكنها أبدا لم تكن عن الغباء الحيواني | “ |

وليثبت ثورندايك بأن قططه تتعلم كيفية الهروب من الصناديق وأن هروبها هذا لم يكن بمحض الحدس والبصيرة، فقد قام باستعمال رسوم بيانية تسمى منحى التعلم (بالإنجليزية: learning curves) حيث يتم رسم هذه الرسوم البيانية اعتمادا على الوقت اللازم للقطة للهروب والإفلات من صناديق المتاهة، وقد وضح ثورندايك بأنه لو كانت القطط تعتمد على بصيرتها في حل لغر الصناديق لكانت منحنيات التعلم المتعلقة أظهرت خلا في شكلها ونوعا من عدم الانسجام، إلا أن الرسومات البيانية جاءت منسجمة وموضحة بأن ما تقوم به القطط يعتبر تعلما تدريجيا خاصة وأن المنحنيات كانت تبدي تغيرات تدريجية دالة على ارتفاع في مستوى تعلم القطط لمسألة كيفية الهروب من الصناديق.
قام ثورندايك بجمع ملاحظاته وقدمها وأكد فيها بأن العلاقة الارتباطية بين لغز الصناديق وردود أفعال القطط في كيفية الهروب من الصندوق جاءت معززة في كل تجربة جديدة (أي أظهرت علاقة ارتباطية أقوى) مما يدل على أن الحاصل تعلم وقد تم تبني هذه الفكرة فيما بعد من قبل بورهوس فريدريك سكينر (1904–1990) (بالإنجليزية: Burrhus Frederic Skinner) في أبحاثه عن السلوك وعن التكيف الفعال كما تم الاعتماد على هذا التحليل الترابطي في نظريات السلوك في منتصف القرن الماضي وبقي الاعتماد عليه في نظريات السلوك الحديثة أيضا.
جاءت أفكار ثورندايك متممة لبعض أفكار جون ديوي (1859–1952) (بالإنجليزية: John Dewey) في علم النفس الوظيفي حيث قام بتطوير بعض أفكار ديوي وخرج بنظريته التي سماها الارتباطية والتي أصبحت مطلبا تربويا لخمسين سنة تالية.

### قوانين ثورندايك
وضع ثورندايك نظريته الارتباطية والتي رأى من خلالها بأن عملية التعلم تتأثر وتعتمد على أربعة قوانين رئيسية هي:
- قانون الاستعداد: وهو أول قوانين ثورندايك الأولية وهو مبدأ يعبر عن خصائص الظروف التي تجعل الاستعداد للقيام باستجابة معينة (كيفية الهروب من المتاهة) وفقا لوضع محدد (وضع معين كالحبس في صندوق المتاهة) مرتبط بفكرة الإثابة والعقاب، فالاستجابة تكون مشبعة في الحالة الأولى (الإثابة) وتكون غير مشبعة في الحالة الثانية (العقاب).
- قانون المران (أو التدريب): وهو ثاني القوانين ويرى فيه ثورندايك بأن العلاقة الارتباطية بين الوضع (الحبس في الصندوق) والاستجابة (كيفية الهروب) تقوى كلما تتكررت هذه الاستجابة على ذلك الوضع
- قانون الأثر (الثأثير): ويرى فيه ثورندايك بأن العلاقة الارتباطية بين الوضع والاستجابة تزداد قوتها إذا كانت نتيجة الاستجابة مرضية «ارتباط ذو إشباع» وتضعف قوتها إذا كانت نتيجتها غير مرضية «ارتباط ذو ضيق».
- قانون الإهمال: ويشير إلى أن الارتباطات تضعف نتيجة عدم ممارستها واهمالها، ويعيق الإهمال سير الارتباطات اللازمة لحدوث عملية التعلم وسهولتها، وبموجب هذا القانون فسر ثورندايك النسيان.